# Festival Abril en Tarija

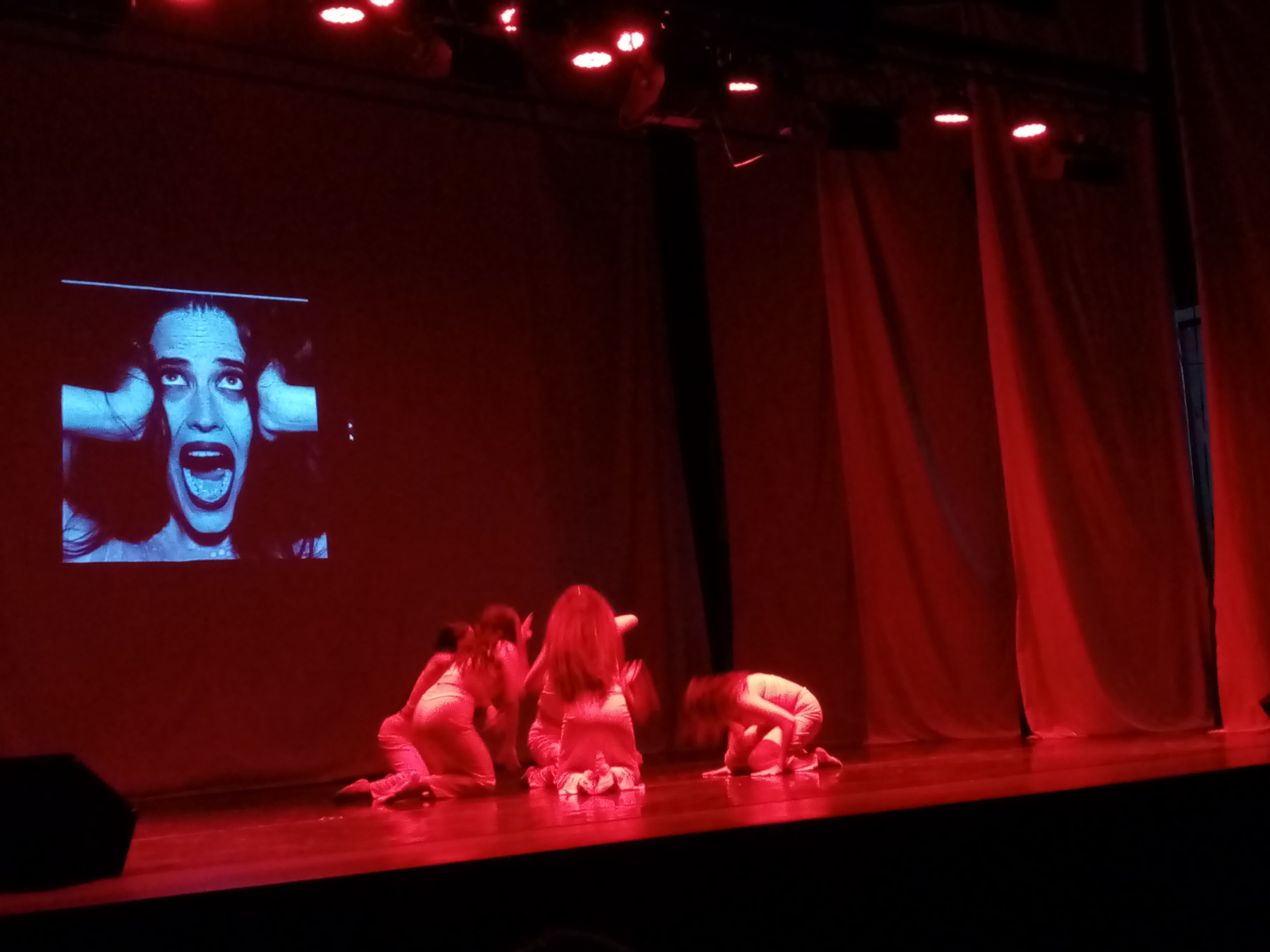
Presentación del Ballet clásico y neoclásico "Momentos"

El Festival Abril en Tarija es una agenda cultural y artística que abarca todo el mes de abril y se celebra anualmente en la ciudad de Tarija, Bolivia. El festival conmemora el aniversario del departamento de Tarija, es uno de los eventos más importantes de la región y se ha constituido como Festival Internacional de la Cultura.

## Historia
Este festival inició en 1990 y su principal propulsor fue Arturo Liebres mediante concursos de guitarra, para el siguiente año se implementó el piano y violín. 
Con el pasar del tiempo se dejaron los concursos de lado sin dejar atrás la tradicional muestra cultural de Tarija hasta el día de hoy se ha realizado de manera continua, excepto en el año de la pandemia.
Este festival evolucionó y ahora cuenta con una gran diversidad de eventos, actividades. En este año se retomó el concurso de guitarra clásica Fernando Arduz Ruiz nombrado así por uno de los profesores y artistas musicales más reconocidos de la región.

## Eventos y actividades
En 2025 siendo la XXXIV versión de Abril en Tarija, este festival se realizó con el lema de los 200 años del Bicentenario de Bolivia bajo el lema "Arte, leltad y Tradición en el alma de Bolivia" por lo que las actividades del mes de abril formaron parte de las 200 actividades en homenaje al bicentenario. Esto permitió una mayor proyección nacional y una celebración más amplia de la cultura boliviana.

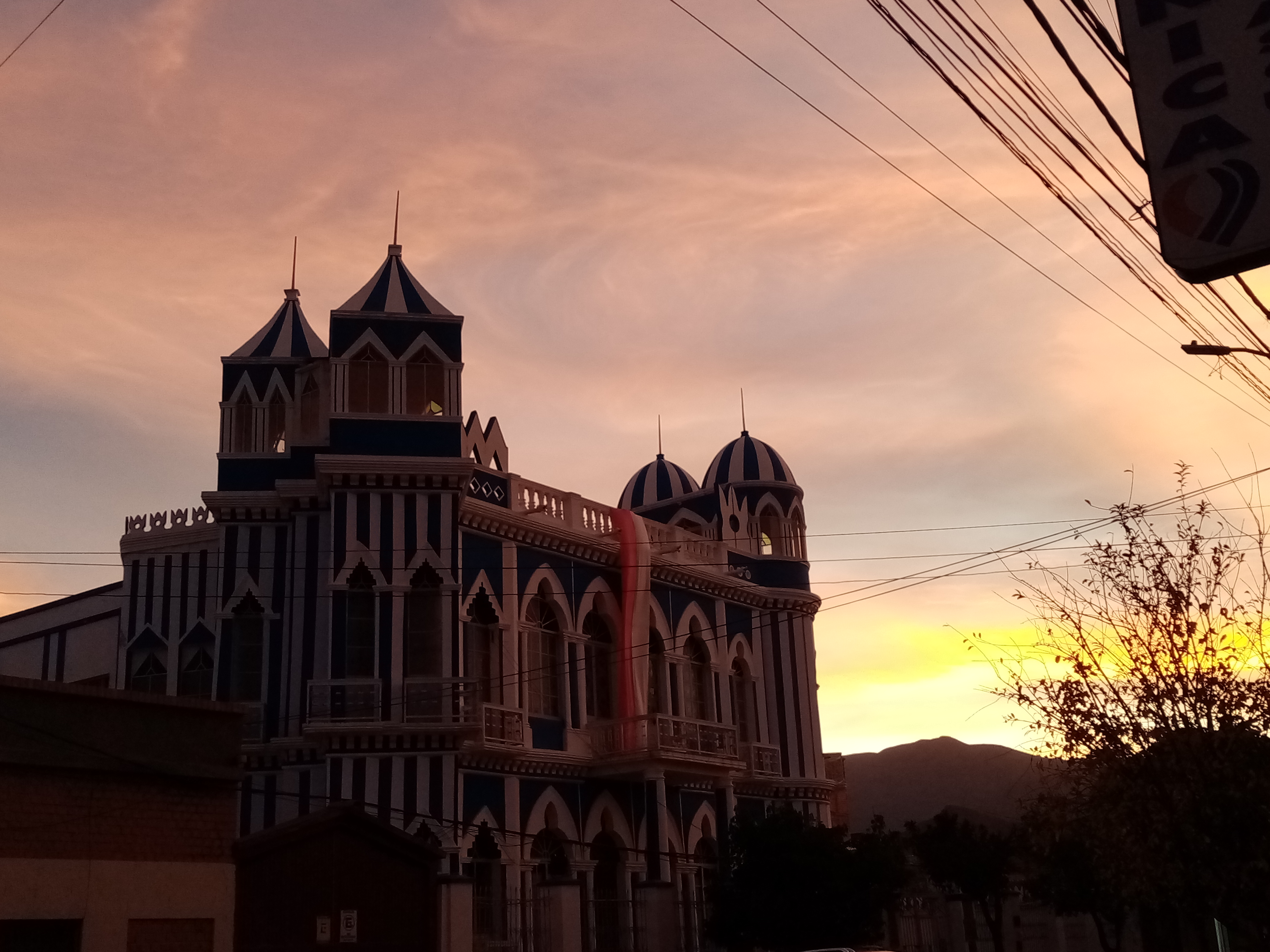
Castillo Azul, destino turístico y un lugar visitado en festividades.

En el mes de abril se disfrutaron 72 eventos entre las que destacan : 

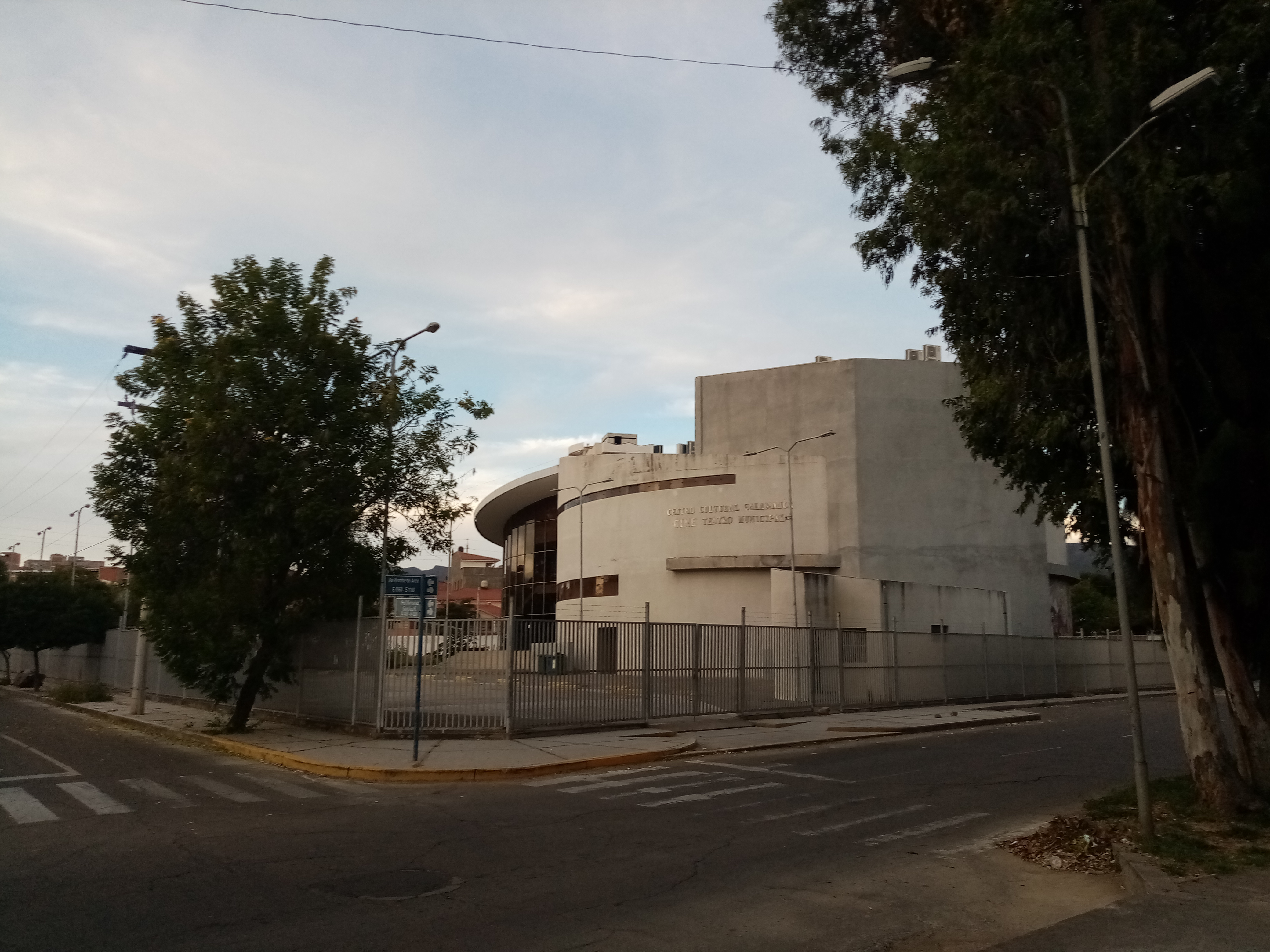
Centro Cultural "Salamanca", uno de los lugares más visitados en abril.

### Eventos con artistas locales
- Exposiciones artísticas "Retratos de mi Tierra", "Alquimia, arte pensamiento y decoupage"
- Entrada folclórica Normalista
- Concurso de Guitarra "Fernando Arduz "[3]
- Presentación de libros "Los mejores cuentos de Tarija"
- Conciertos: "Chapaco kamikase Made in Tarija", "Tributo a Pink Floyd",
- Feria del autor tarijeño
- Exposición de fotografías
- Baile de Tariquia
- Títeres "La Fiesta Grande de San Roque"
- "Regala un libro, regala libertad"
- Ballet clásico y neoclásico "Momentos" Presentación del  reto "Ciudad Naturaleza", una de las actividades más novedosas en 2025 en Tarija.

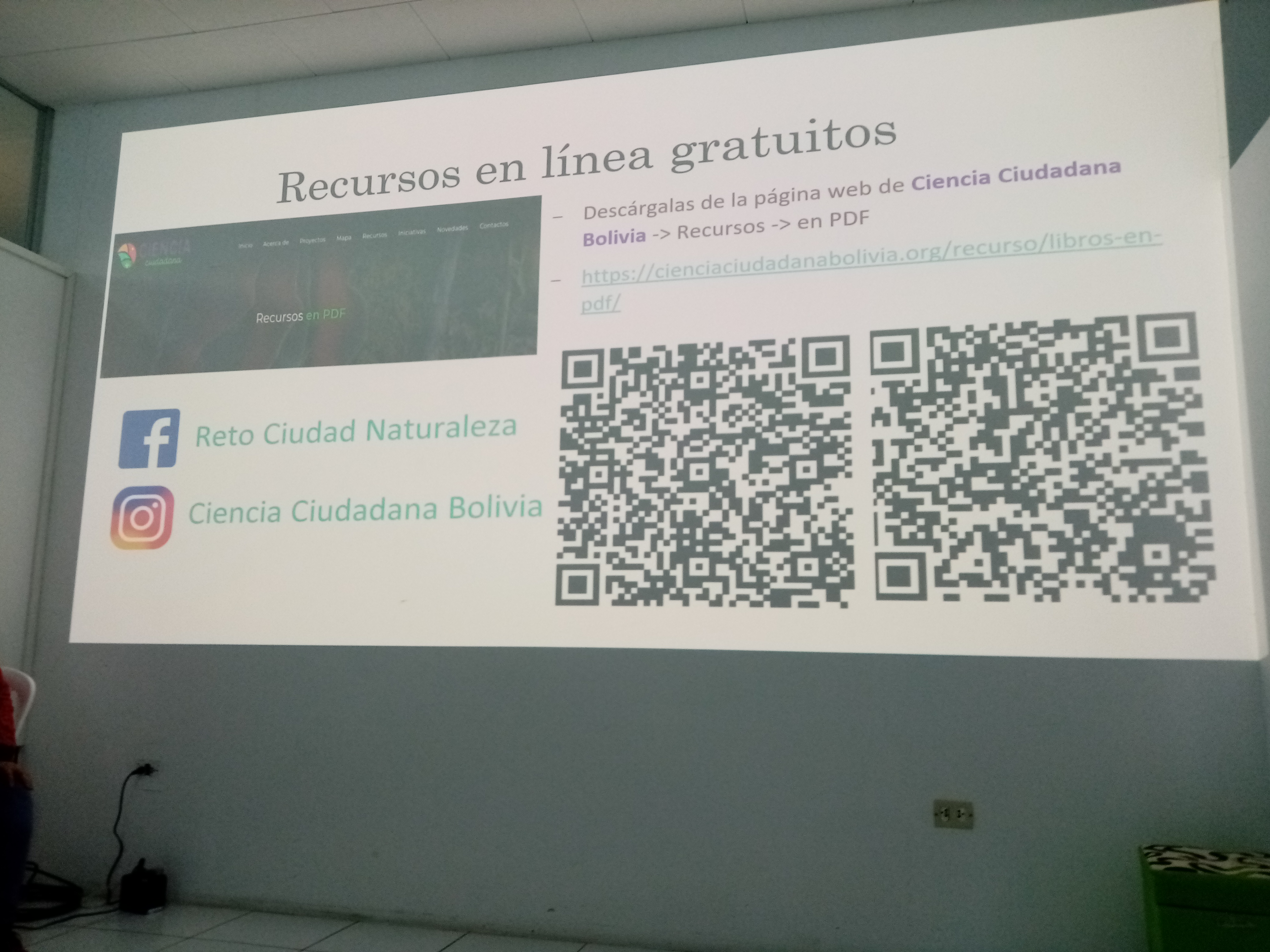
Presentación del reto "Ciudad Naturaleza", una de las actividades más novedosas en 2025 en Tarija.

### Eventos nacionales
- Encuentro Nacional  de coleccionistas de autos a escala

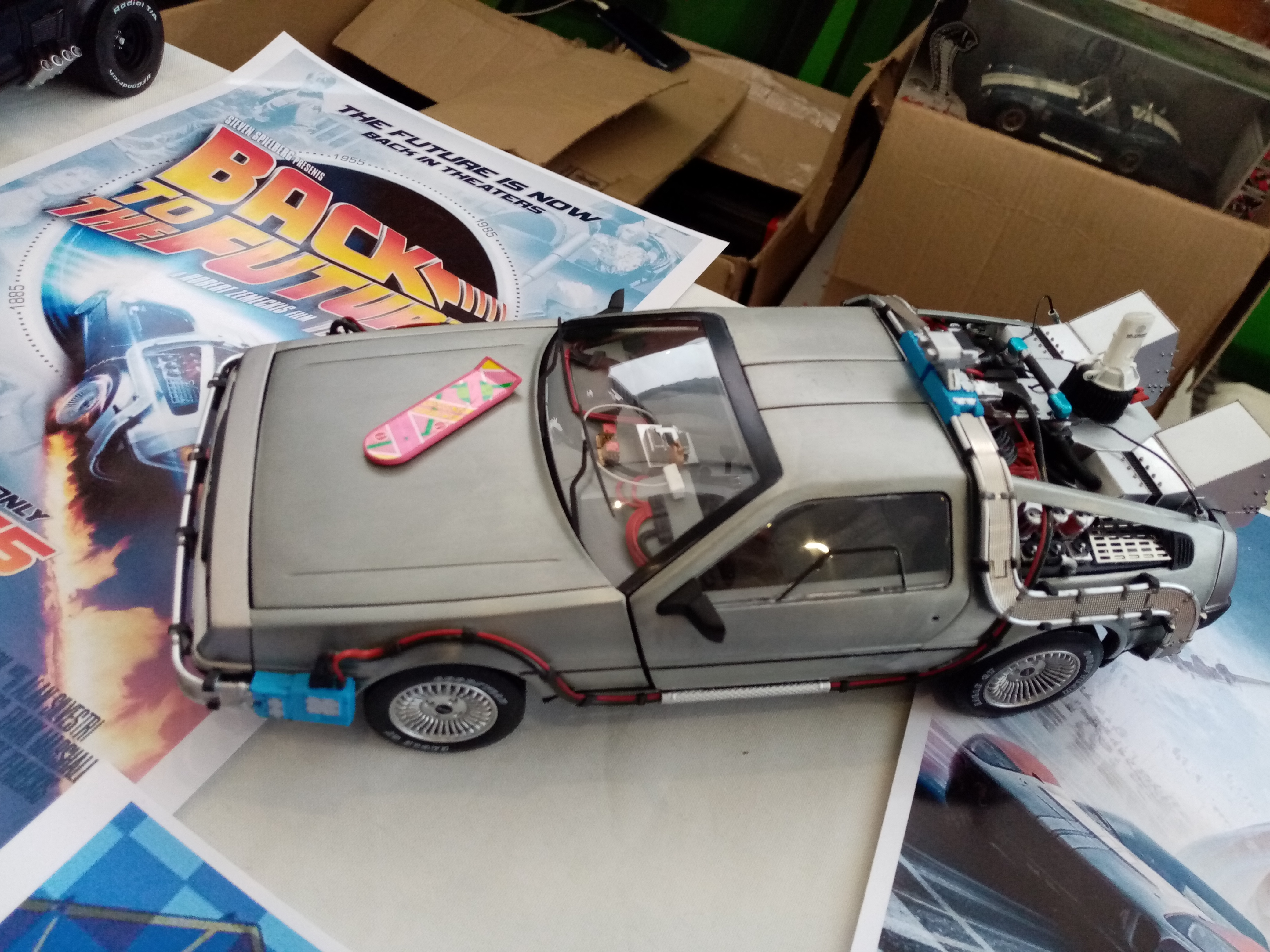
DeLorean a escala de la película "Regreso al futuro", auto de colección, presentado en la "Exposición de Coleccionistas", Tarija 2025

- Reto ciudad naturaleza DeLorean a escala de la película "Regreso al futuro", auto de colección, presentado en la "Exposición de Coleccionistas", Tarija 2025

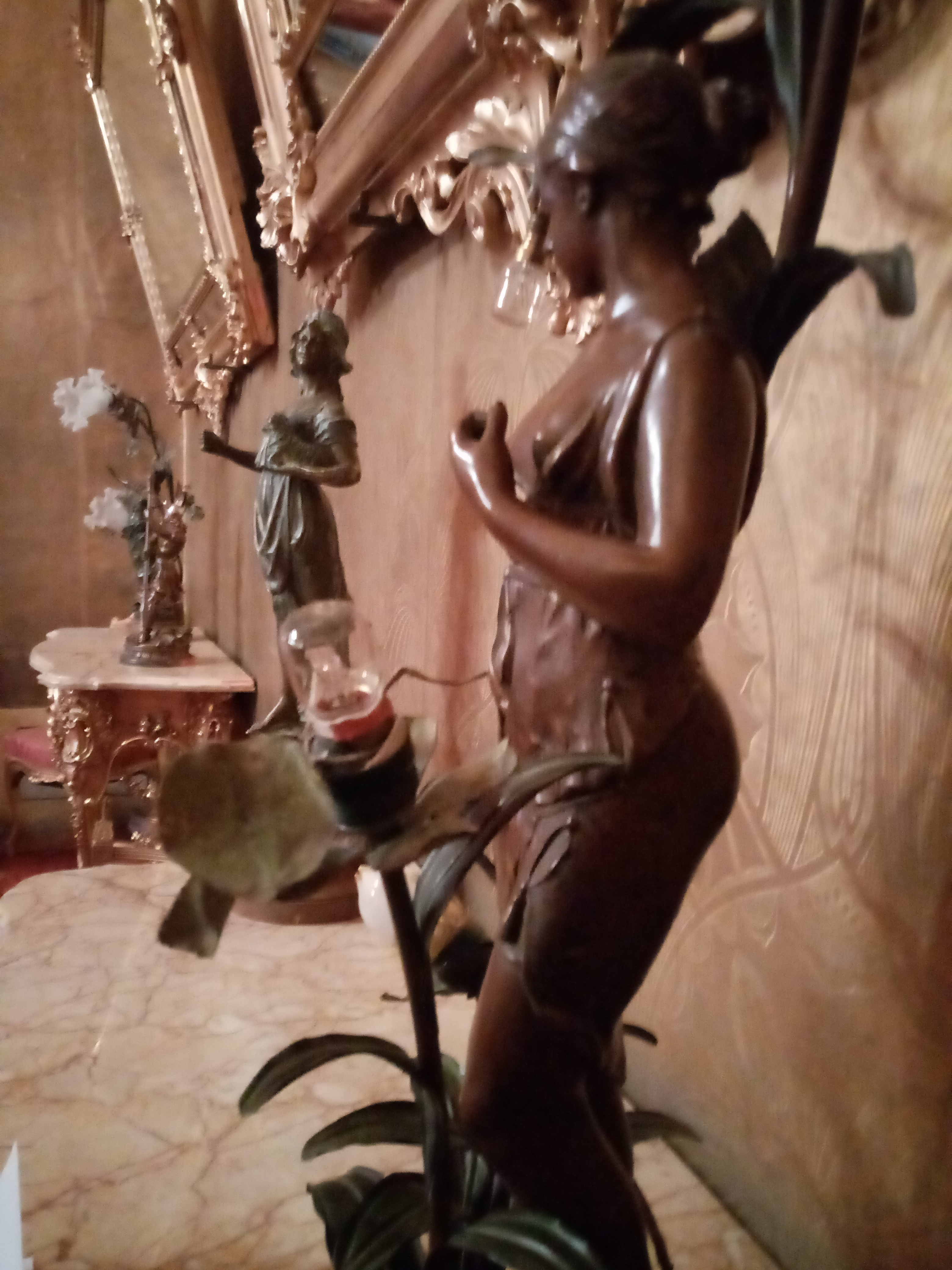
Estatuillas pertenecientes a la Casa Dorada

### Eventos internacionales
- Circo y Teatro "Same but different" [4]
- Presentación del humorista argentino Capuchón
- Encuentro Internacional de Orquestas Juveniles

### Lugares
Este festival se celebra en diferentes lugares de Tarija, los más destacables:
La Casa de la Cultura o Casa Dorada: es el principal centro de eventos. La Casa Dorada es un espacio cultural que cuenta con una galería de arte, una biblioteca, un auditorio, un teatro y un museo. 

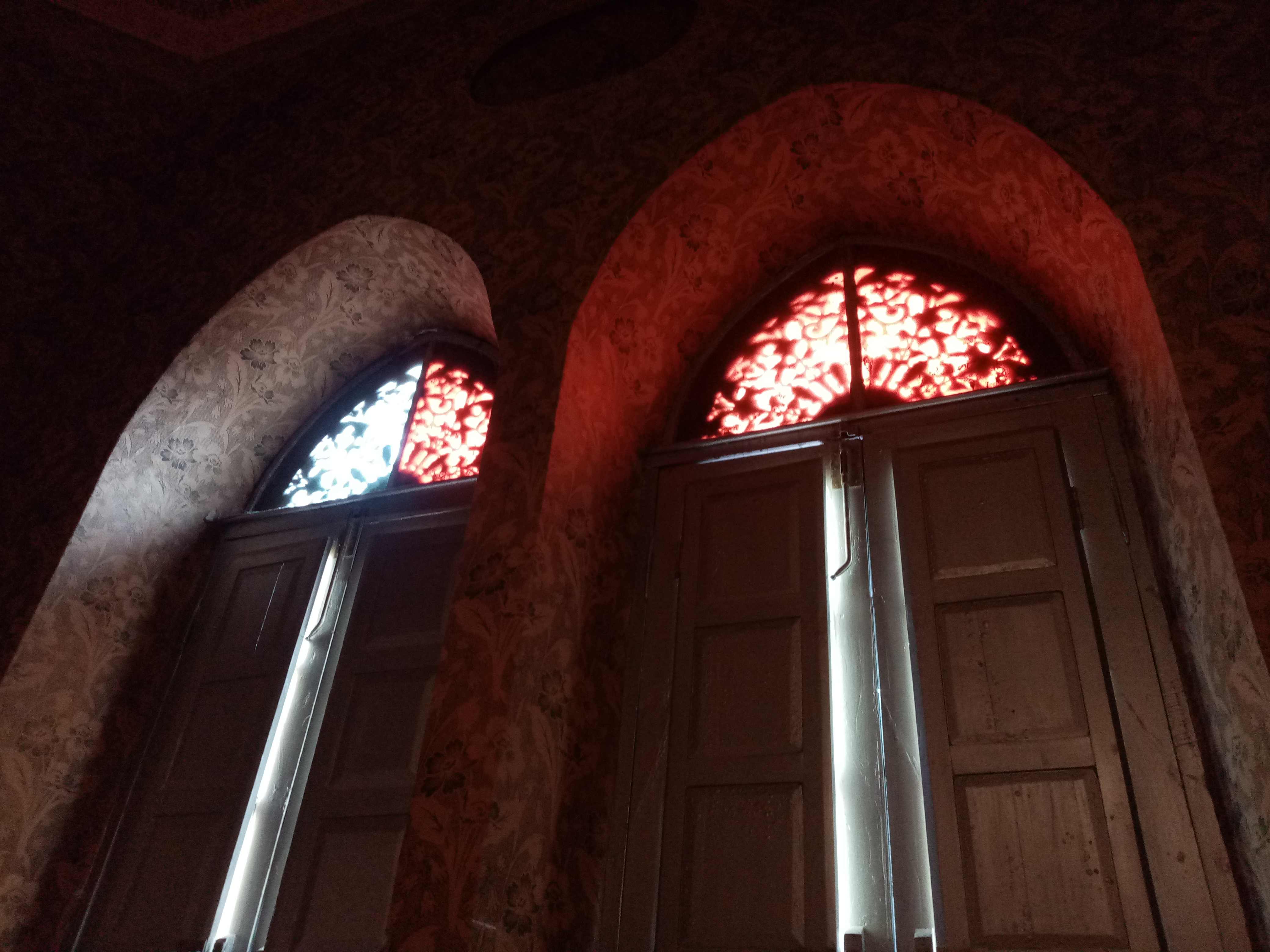
Puertas de la Casa Dorada, Tarija

Por otro lado, este no es el único sitio que alberga las actividades, se cuenta también con el Centro Cultural Salamanca y el Castillo Azul, entre otros lugares de la región.

## Impacto cultural y económico
El festival es importante para la ciudad de Tarija porque genera dinamismo económico y cultural. Atrae a visitantes de todo el país y del exterior, lo que beneficia a la economía local. Además, es un evento esperado por los artistas y la población en general, y se ha convertido en una parte integral de la identidad cultural de la región.
En abril de 2025 se realizaron 72 actividades gratuitas y promocionadas en redes sociales con una diversidad de 1.000 artistas y una asistencia aproximada de 30.000 personas.

## Organización
El festival es organizado por la Casa de la Cultura, una institución autónoma sin fines de lucro que cuenta con un directorio integrado por el gobernador, el alcalde y el rector de la Universidad Juan Misael Saracho. La Casa de la Cultura se encarga de planificar y ejecutar el festival, en colaboración con otras instituciones y organizaciones culturales.  